# Podoserpula
Podoserpula é um gênero de fungos da família Amylocorticiaceae. O gênero contém seis espécies, incluindo a espécie-tipo, Podoserpula pusio [en]. As espécies do gênero Podoserpula produzem esporocarpos que consistem em até uma dúzia de píleos (chapéus) dispostos em prateleiras sobrepostas, presos a um eixo central. Sua forma única não é conhecida em nenhum outro fungo. Sabe-se que o gênero ocorre na Austrália e Nova Zelândia, Venezuela, Madagascar e Nova Caledônia.

## Taxonomia e filogenia
Craterellus pusio foi descrito pela primeira vez por Miles Joseph Berkeley em uma publicação de 1859 de Joseph Hooker. Otto Kuntze o transferiu para o gênero Merulius [en] em 1891. Até a década de 1960, no entanto, era conhecido como Craterellus multiplex, uma espécie descrita por Mordecai Cubitt Cooke e George Edward Massee em 1889, e movida para Cantharellus por Curtis Gates Lloyd em 1920. Em 1958, o micologista britânico R.W.G. Dennis [en] coletou a espécie na Venezuela durante uma expedição financiada pelo Percy Sladen Memorial Trust [en]. Derek Reid [en], ao tentar identificar a espécie, redescobriu o nome de Berkeley, que tinha prioridade, e descreveu o novo gênero Podoserpula para ela em 1963.
Reid considerou o gênero aparentado a Leucogyrophana [en], então pensado pertencer à família Coniophoraceae [en]. Marinus Anton Donk [en], em uma monografia publicada no ano seguinte, concordou e o colocou próximo a Serpula [en] e Coniophora [en]; esses gêneros são agora conhecidos por representar linhagens de divergência precoce na ordem Boletales. No entanto, a impressão de esporos branca e os esporos pequenos, lisos e hialinos não são característicos de espécies de Coniophoraceae. Em uma análise filogenética em grande escala publicada em 2006, Podoserpula se aninhou longe deles no clado Plicaturopsis, um grupo evolutivamente relacionado de membros de divergência precoce da ordem Agaricales. Outros táxons neste clado incluem Plicaturopsis [en] e  Agroathelia. O clado inteiro foi posteriormente separado em três ordens menores, com Podoserpula tornando-se um membro da Amylocorticiales, juntamente com gêneros majoritariamente corticioides, como Amylocorticium [en] e Serpulomyces [en].
Uma nova espécie, Podoserpula miranda, foi proposta em 2009 por um grupo de micologistas da Nova Caledônia para uma espécie daquele arquipélago do Pacífico Sul. O nome era provisório (não validamente publicado), no entanto, pois a descrição estava em francês (o código de nomenclatura exige latim) e carecia da designação necessária de um espécime-tipo. Foi validamente publicado em 2013.

## Descrição

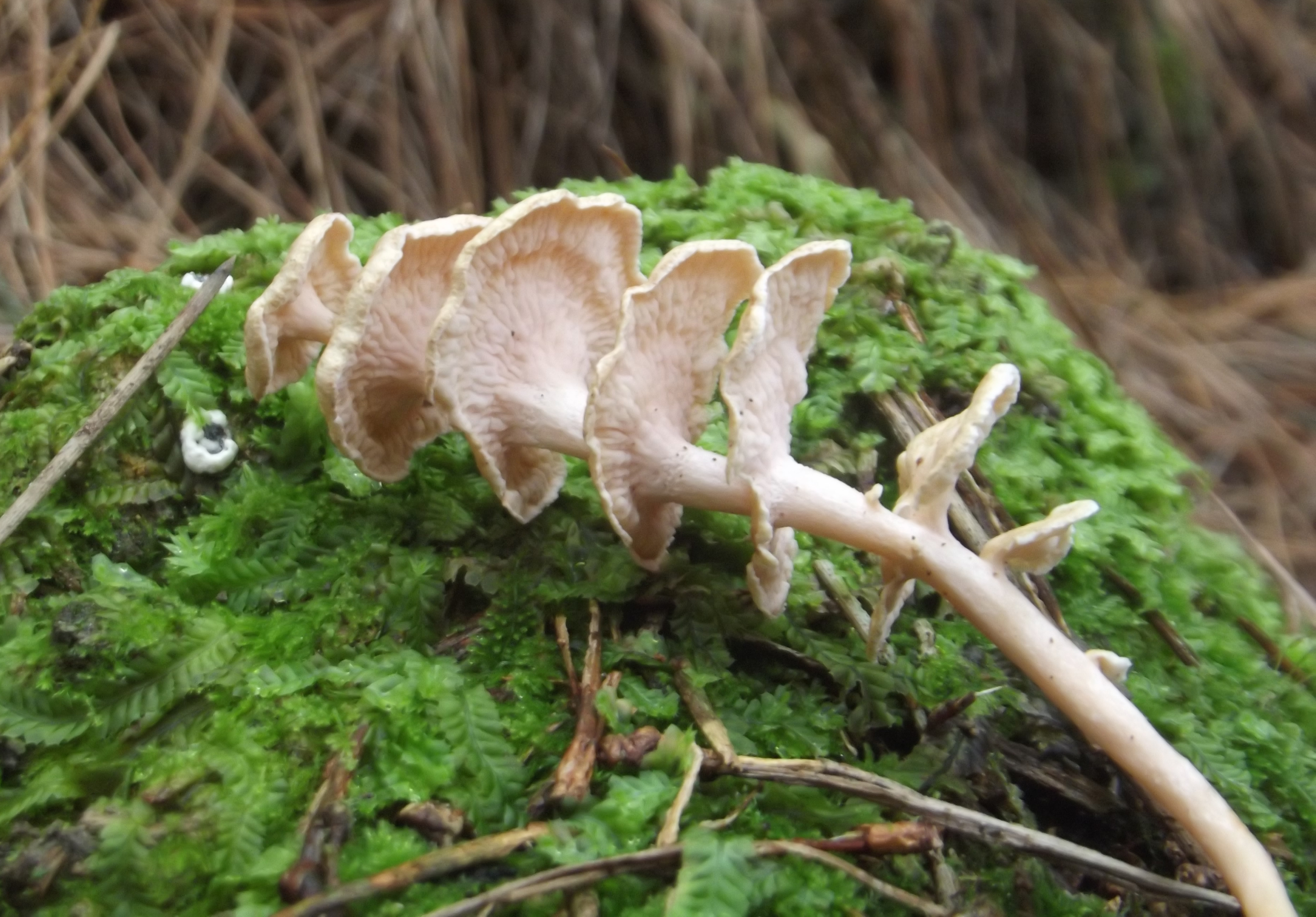
Podoserpula tristis, da Nova Zelândia

Os esporocarpos das espécies de Podoserpula têm uma forma incomum, desconhecida em outros fungos. Os esporocarpos, que crescem até uma altura de 1 a 18 cm, consistem em até uma dúzia de chapéus em forma de taça (espatulados) a em forma de rim (reniformes), dispostos em múltiplos níveis e presos a um caule central. Os chapéus são unidos ao eixo principal por anexos curtos, achatados e semelhantes a caules. A variedade tristis, em contraste, tem chapéus que são mais circulares e parecem ser perfurados centralmente ou de lado. A superfície dos chapéus é lisa e muitas vezes de cores vivas. O himénio (superfície portadora de esporos) na parte inferior dos chapéus é rosa e tem uma superfície dobrada e corrugada. Perto da área de fixação entre o chapéu e a conexão semelhante a um caule com o eixo principal, há inchaços que se assemelham a verrugas ou bolhas. Os chapéus individuais se assemelham um pouco aos da espécie europeia Plicaturopsis crispa [en].
Podoserpula tem uma estrutura hifal monomítica, o que significa que contém apenas hifas generativas, que são relativamente indiferenciadas e podem desenvolver estruturas reprodutivas. Essas hifas são de paredes finas, hialinas (translúcidas), ramificadas e com até 10 μm de espessura. Elas têm conexões de grampo distintas, muitas vezes inchadas, nos septos. Os esporos são pequenos, tipicamente de 2,75 a 6 μm por 2 a 3,5 μm, lisos, hialinos e variam em forma de aproximadamente elípticos a um tanto esféricos. Os basídios (células portadoras de esporos) podem ser de dois ou quatro esporos e têm forma de clava, com uma conexão de grampo na base. Podoserpula não possui cistídios nem gloeocistídios.

Os esporocarpos de Podoserpula pusio variam de 7,5 cm a 18 cm de altura. ellipsospora tem esporos elípticos alongados que medem tipicamente 4 a 5 μm por 2,75 a 3,5 μm.
Podoserpula miranda cresce até uma altura de 10 cm. Difere de Podoserpula pusio por ter uma carne mais fina, até seis chapéus em forma de funil cujo tamanho diminui à medida que se aproximam do topo, e uma coloração rosa brilhante nas dobras do himênio.

## Habitat e distribuição
Os esporocarpos de Podoserpula pusio crescem no chão, em tocos bem apodrecidos ou entre capins tussok em decomposição. Presume-se que sejam sapróbios, obtendo nutrientes pela quebra de moléculas orgânicas maiores encontradas no solo ou na madeira em decomposição. Podoserpula miranda, em contraste, acredita-se ser ectomicorrízico, pois parece se associar com Arillastrum gummiferum, a árvore de dossel predominante nas florestas onde é encontrado.
Espécies do gênero Podoserpula foram relatadas na Australásia, Venezuela, Madagascar e nas Ilhas Malvinas.